# وراگانتوتا
وراگانتوتا (به لاتین: Weragantota) یک منطقهٔ مسکونی در سری‌لانکا است که در استان مرکزی (سری‌لانکا) واقع شده‌است.